# 한영우의 올드팝
한영우의 올드팝은 OBS 라디오에서 주말 밤 10시에 방송되었던 프로그램이다. 2024년 6월 2일 자로 1년만에 폐지되었다.

## 진행
- 한영우 (OBS 라디오 아나운서, 전 경인교통방송 아나운서)

## 역대 방송시간
| 방송 채널  | 방송 기간                        | 방송 시간                |
| ---------- | -------------------------------- | ------------------------ |
| OBS 라디오 | 2023년 4월 1일 ~ 2024년 2월 18일 | 주말 밤 10:30 ~ 밤 12:00 |
| OBS 라디오 | 2024년 2월 24일 ~ 2024년 6월 2일 | 주말 밤 10:00 ~ 밤 12:00 |